# Pilosocereus multicostatus
Pilosocereus multicostatus F.Ritter es una especie de planta fanerógama de la familia Cactaceae. 

## Distribución
Es endémica de Minas Gerais en Brasil.  Es una especie rara en la vida silvestre.

## Descripción
Pilosocereus multicostatus crece como arbusto, a menudo sin tronco claramente pronunciado, las ramas cerca del suelo y alcanza un tamaño de 1,5 a 3,5 metros de altura. Los tallos rectos, lisos, brillantes de color verde son leñosos débiles y tienen diámetros de 3,8-7,5 centímetros. Tiene de 18 a 25 costillas disponibles. Las espinas son translúcidas  de color amarillo dorado a marrón. Las 3 a 7 espinas centrales ascendentes son de 1 a 2 centímetros de largo. Las 15 a 18 espinas radiales de propagación son de 5 a 10 milímetros de largo. Las areolas están dispersas a lo largo de los brotes, pero son más comunes en la punta. Están ocupadas con pelo gris escaso o el pelo blanco largo y cerdas flexibles doradas de hasta 4 cm de largo. Las flores son de hasta 4,7 centímetros de largo y alcanzan un diámetro de 2,9 a 3 centímetros. Los frutos son esféricos deprimidos y tienen diámetros de 2,5 a 3 centímetros, rasgado abierto por su base o la punta y con una pulpa de color magenta.

## Taxonomía
Pilosocereus multicostatus fue descrita por Friedrich Ritter y publicado en Kakteen in Südamerika 1: 79. 1979.
Etimología
Pilosocereus: nombre genérico que deriva de la  palabra  griega:
pilosus que significa "peludo" y Cereus un género de las cactáceas, en referencia a que es un Cereus peludo.
multicostatus: epíteto latíno que significa "con muchas costillas".
Sinonimia
- Pseudopilocereus multicostatus